# Can Xapes
Can Xapes és una masia de Vilablareix (Gironès) inclosa a l'Inventari del Patrimoni Arquitectònic de Catalunya.

## Descripció
És una masia catalana de construcció tradicional, amb murs de pedra morterada estructurada en tres crugies i ampliada posteriorment seguint la inclinació del teulat a dues aigües. La porta de pedra és d'arc de mig punt dovellada. Les finestres són de pedra amb influència gòtica, ornamentació típica de la zona i ampit motllurat a les de la planta superior.

## Història
La masia és enmig de la muntanya en estat de degradació per manca de les mínimes reformes. A prop hi ha un pou de glaç, de difícil localització.